# Lepanthes sanguinea
Lepanthes sanguinea är en orkidéart som beskrevs av William Jackson Hooker. Lepanthes sanguinea ingår i släktet Lepanthes och familjen orkidéer. Inga underarter finns listade i Catalogue of Life.